# Euphorbia polygona
Euphorbia polygona ist eine Pflanzenart aus der Gattung Wolfsmilch (Euphorbia) in der Familie der Wolfsmilchgewächse (Euphorbiaceae).

## Beschreibung
Die sukkulente Euphorbia polygona wächst als zweihäusiger Strauch und wird 0,5 bis 1,7 Meter hoch. Die Pflanzen sprossen aus der Basis heraus und bilden mit aufrechten Trieben dichte Klumpen. Die 12- bis 20-rippigen Triebe erreichen einen Durchmesser von bis zu 10 Zentimeter. Die häufig welligen Rippen sind in den Zwischenräumen tief gefurcht.

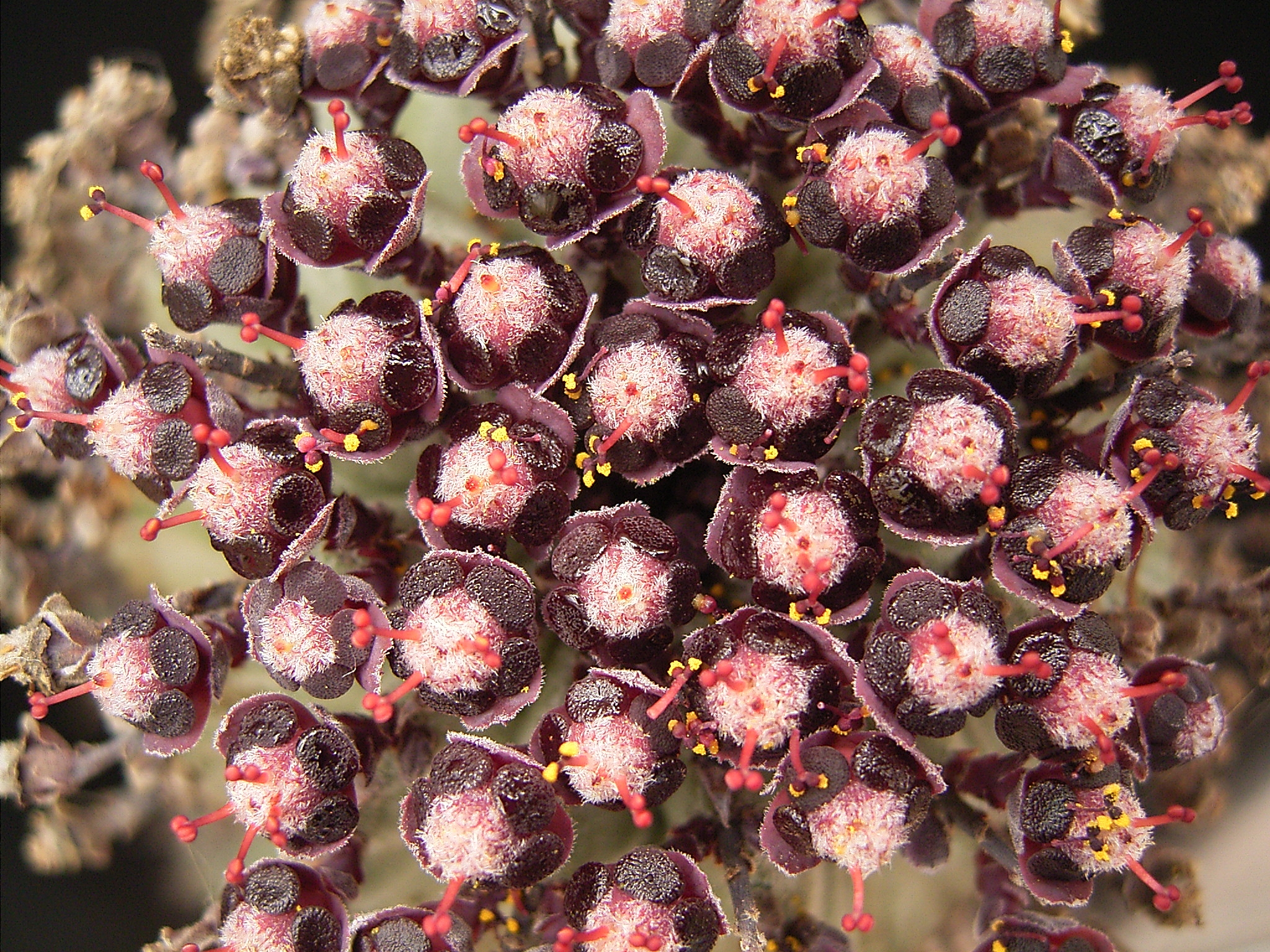
Einzelblüten

Die verbleibenden Blütenstandstiele stehen zu 1 bis 3 zusammen, sind dornenartig und werden 4 bis 10 Millimeter lang. Die dunkelpurpurnen und bis 7 Millimeter großen Cyathien stehen einzeln, beidseits der Dornen oder zu dritt gruppiert an 2 bis 4 Millimeter langen Stielen. Diese Stiele sind häufig dornenartig, ausdauernd und mit kleinen Tragblättern besetzt. Die elliptischen Nektardrüsen berühren sich und sind purpurn gefärbt. Die kugelförmigen und nahezu sitzenden Früchte werden bis 6 Millimeter groß und sind dicht mit grauen Haaren besetzt.

## Verbreitung und Systematik
Euphorbia polygona ist in Südafrika in der Provinz Ostkap verbreitet.
Die Erstbeschreibung der Art erfolgte 1803 durch Adrian Hardy Haworth.